# Claude Lamour
Pour les articles homonymes, voir Lamour.
Claude Lamour est un coureur cycliste français né le 18 octobre 1969 à Landivisiau. Il est professionnel de 1995 à 2002. Il fut équipier tout au long de sa carrière aussi bien dans les classiques que dans les courses par étapes. Il ne remporta qu'une seule course durant ses huit saisons disputées au sein du peloton professionnel. 
Son frère aîné Jean-Jacques a également été coureur cycliste.

## Biographie
Enfant d'ouvriers, il passe professionnel au sein de l'équipe nouvellement créée la Mutuelle de Seine-et-Marne après quatre années passées dans les rangs amateurs. Il réussira à terminer dans les dix premiers de la course en ligne des championnats de France et du Grand Prix de Plouay dès sa première saison dans l'élite. 
En juillet 1997, Lamour dispute son premier  Tour de France, sa bonne pointe de vitesse faisant de lui le sprinteur attitré de l'équipe. Il réussira à finir 7e de la seconde étape et se hissera à deux autres reprises dans les vingt premiers. Il arrivera hors-délai lors de la quatorzième étape menant les coureurs à Courchevel.
Après la disparition de la formation dirigée par Yvon Sanquer en 1998, il rejoint la Cofidis, enrôlé afin notamment d'épauler Bobby Julich sur la route du Tour, annoncé alors comme un grand outsider. 
Lors de sa seconde participation au Tour de France en 1999, il termina notamment cinquième de l'antépenultième étape menant les rescapés au Futuroscope, et parvint pour la première et dernière fois de sa carrière à boucler le Tour. En effet, il ne sera plus jamais sélectionné pour disputer la Grande Boucle mais prendra tout de même le départ de la Vuelta en 2001 qu'il parviendra également à terminer. Il prend sa retraite l'année suivante après une dernière course, la Japan Cup, son équipe ne comptant plus sur lui pour la saison 2003, après huit saisons au plus haut niveau.Il fut équipier de leaders tels que Jean-Philippe Dojwa, Bobby Julich ou encore Frank Vandenbroucke et ne remporta qu'une seule victoire chez les professionnels, les Boucles de l'Aulne en 1999. Il s'agissait alors de sa toute première édition.

## Palmarès, résultats et classements mondiaux

### Palmarès amateur
| - 1990 - 2e du Grand Prix Gilbert-Bousquet - 1991 - Paris-Bagnoles-de-l'Orne - 4e étape du Tour de Seine-et-Marne - 3e de Paris-L'Aigle - 1992 - Circuit Berrichon - Paris-Joigny - Grand Prix des Foires d'Orval - 2e du Critérium des Vainqueurs - 3e de la Boucle de l'Artois - 3e du Circuit des Deux Ponts | - 1993 - 6e étape du Ruban granitier breton - Paris-Rouen - Colmar-Strasbourg - 2e de Manche-Atlantique - 2e de la Route bretonne - 1994 - Paris-Saint-Quentin - Une étape du Tour de Seine-et-Marne - 2e de Manche-Océan - 2e de Paris-Barentin - 3e du Ruban granitier breton |  |

### Palmarès professionnel
- 1995
  - 3e du Tour du Vaucluse
- 1999
  - Boucles de l'Aulne
- 2001
  - 3e du Prix des blés d'or

### Résultats sur les grands tours

#### Tour de France
2 participations
- 1997 : hors-délais (14e étape)
- 1999 : 117e

#### Tour d'Espagne
1 participation
- 2001 : 97e

### Classements mondiaux
Claude Lamour a été classé au mieux 309e en fin d'année au classement UCI en 1996.
| Année          | 1995 | 1996 | 1997 | 1998 | 1999 | 2000 | 2001 | 2002  |
| Classement UCI | 444e | 309e | 462e | 375e | 414e | 722e | 618e | 1704e |